# Élections législatives écossaises de 2011
Les élections législatives écossaises de 2011 sont des élections ayant eu lieu le 5 mai 2011 pour élire les députés de la IVe législature du Parlement écossais. Ces élections ont lieu le même jour que les élections locales britanniques de 2011, le référendum britannique de 2011 sur le vote alternatif, ainsi que les élections parlementaires galloises et d'Irlande du Nord. Le SNP y remporte les élections et forme un gouvernement majoritaire.

## Mode de scrutin
Les membres du Parlement écossais sont élus lors d'un scrutin mixte. 73 députés sont élus au scrutin uninominal majoritaire à un tour et 56 autres sont élus au niveau de huit régions au scrutin proportionnel plurinominal. Les mandats obtenus au scrutin uninominal par les partis sont imputés à leurs mandats obtenus au scrutin proportionnel, afin d'assurer une représentation équilibrée à la fois des régions écossaises et à la fois des différentes forces politiques.
Ce sont les premières élections depuis le redécoupage des circonscriptions.

### Au niveau des circonscriptions

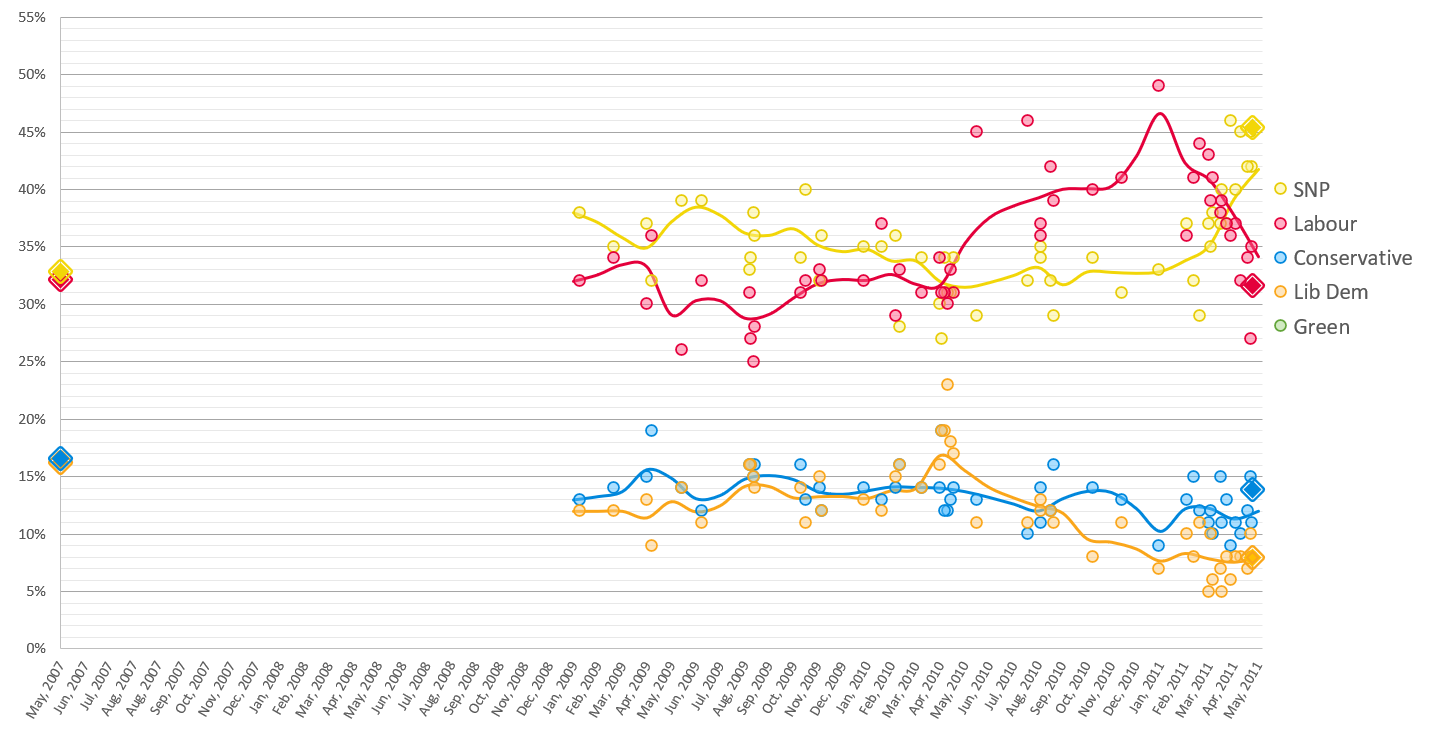
Sondages au niveau des circonscriptions

### Au niveau régional

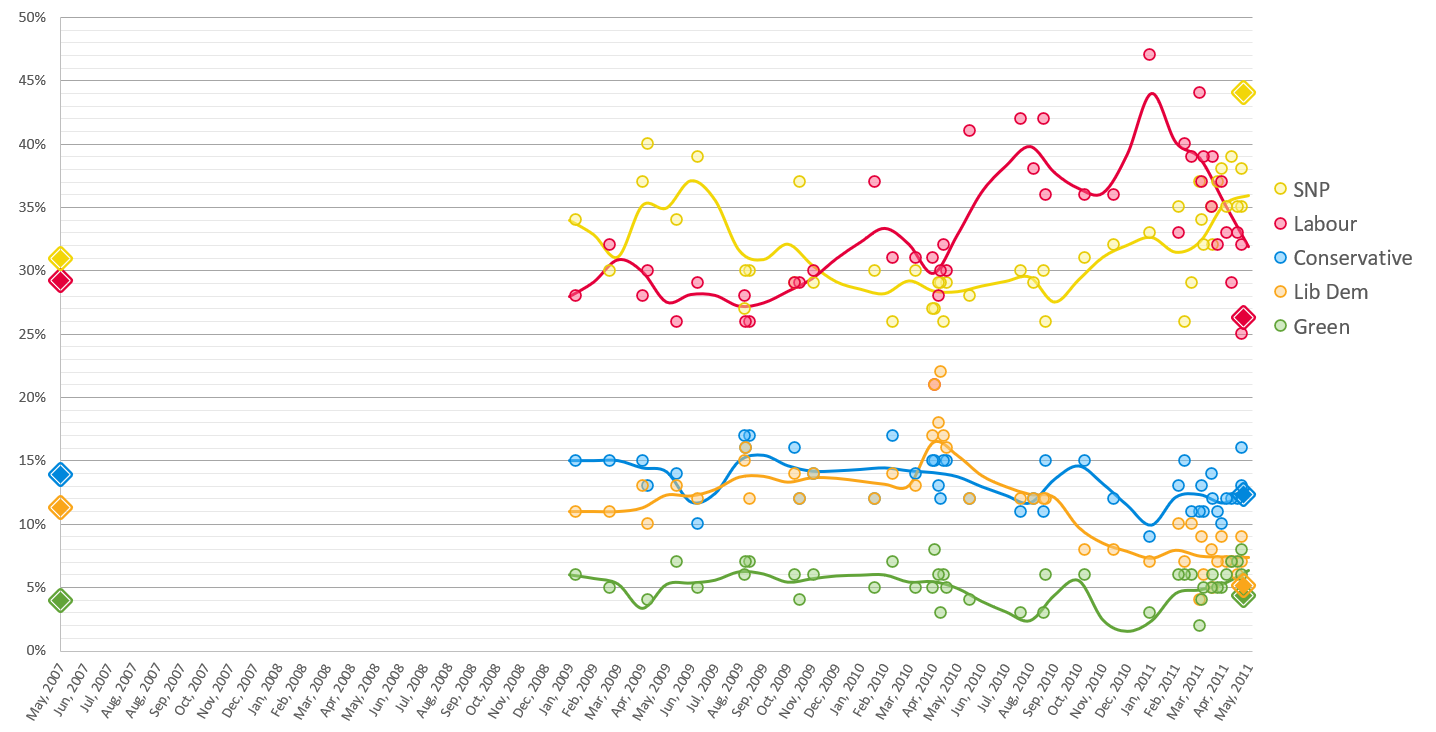
Sondages au niveau régional

## Députés sortants ne se représentant pas
20 députés ne se représente pas en 2011, dont Wendy Alexander, ancienne chef du Parti travailliste, et Jack McConnell, ancien Premier ministre d'Écosse.
| Députés sortants | Députés sortants    | Parti               |
| ---------------- | ------------------- | ------------------- |
|                  | Christopher Harvie  | SNP                 |
|                  | Jim Mather          | SNP                 |
|                  | Ian McKee           | SNP                 |
|                  | Alasdair Morgan     | SNP                 |
|                  | Andrew Welsh        | SNP                 |
|                  | Wendy Alexander     | Travailliste        |
|                  | Rhona Brankin       | Travailliste        |
|                  | Margaret Curran     | Travailliste        |
|                  | George Foulkes      | Travailliste        |
|                  | Marlyn Glen         | Travailliste        |
|                  | Trish Godman        | Travailliste        |
|                  | Cathy Jamieson      | Travailliste        |
|                  | Jack McConnell      | Travailliste        |
|                  | Peter Peacock       | Travailliste        |
|                  | John Farquhar Munro | Libéraux-démocrates |
|                  | Nicol Stephen       | Libéraux-démocrates |
|                  | Jamie Stone         | Libéraux-démocrates |
|                  | Bill Aitken         | Conservateur        |
|                  | Ted Brocklebank     | Conservateur        |
|                  | Robin Harper        | Vert                |

## Résultats
|                          |                                                 |                  |                  |                  |                  |                 |                 |                 |                 |              |               |  |  |  |
| Partis                   | Partis                                          | Circonscriptions | Circonscriptions | Circonscriptions | Circonscriptions | Proportionnelle | Proportionnelle | Proportionnelle | Proportionnelle | Total sièges | +/−           |  |  |  |
| Partis                   | Partis                                          | Votes            | %                | Sièges           | +/−              | Votes           | %               | +/-             | Sièges          | Total sièges | +/−           |  |  |  |
|                          | Parti national écossais (SNP)                   | 902 915          | 45,39            | 53               | 32               | 876 421         | 44,02           | 13,0            | 16              | 69           | 22            |  |  |  |
|                          | Parti travailliste écossais (SLP)               | 630 461          | 31,69            | 15               | 22               | 523 559         | 26,30           | 2,9             | 22              | 37           | 9             |  |  |  |
|                          | Parti conservateur écossais (SCP)               | 276 652          | 13,91            | 3                | 1                | 245 967         | 12,35           | 1,5             | 12              | 15           | 2             |  |  |  |
|                          | Libéraux-démocrates écossais (SLD)              | 157 714          | 7,93             | 2                | 9                | 103 472         | 5,20            | 6,1             | 3               | 5            | 11            |  |  |  |
|                          | Parti vert écossais (SGP)                       |                  |                  |                  |                  | 87 060          | 4,37            | 0,4             | 2               | 2            | en stagnation |  |  |  |
|                          | Parti des retraités (SSCUP)                     | 1 618            | 0,08             | 0                | en stagnation    | 33 253          | 1,67            | 0,2             | 0               | 0            | en stagnation |  |  |  |
|                          | Parti pour l'indépendance du Royaume-Uni (UKIP) | 2 508            | 0,13             | 0                | en stagnation    | 18 198          | 0,91            | 0,5             | 0               | 0            | en stagnation |  |  |  |
|                          | Parti travailliste socialiste (SLP)             |                  |                  |                  |                  | 16 847          | 0,85            | 0,1             | 0               | 0            | en stagnation |  |  |  |
|                          | Parti chrétien (SCHP)                           | 1 193            | 0,06             | 0                | en stagnation    | 16 466          | 0,83            | 0,5             | 0               | 0            | en stagnation |  |  |  |
|                          | Parti national britannique (BNP)                |                  |                  |                  |                  | 15 580          | 0,78            | 0,4             | 0               | 0            | en stagnation |  |  |  |
|                          | Indépendants                                    | 12 357           | 0,62             | 0                | en stagnation    | 22 306          | 1,12            | -               | 1               | 1            | en stagnation |  |  |  |
|                          | Autres partis                                   | 3 804            | 0,19             | 0                | -                | 30 326          | 1,52            | -               | 0               | 0            | -             |  |  |  |
|                          |                                                 |                  |                  |                  |                  |                 |                 |                 |                 |              |               |  |  |  |
| Total                    | Total                                           | 1 989 252        | 100              | 73               | en stagnation    | 1 990 930       | 100             | -               | 56              | 129          | en stagnation |  |  |  |
| Abstentions              | Abstentions                                     | 1 961 374        | 49,65            |                  |                  | 1 959 696       | 49,60           |                 |                 |              |               |  |  |  |
| Inscrits / participation | Inscrits / participation                        | 3 950 626        | 50,35            | 3 950 626        | 50,40            |                 |                 |                 |                 |              |               |  |  |  |

## Résultats par régions

### Écosse du centre (Central Scotland)
|                          | SNP                      | 108 261 | 46,35 | 15,0          | 6 | 5             | 3 | 9  | 2             |  |  |  |  |  |
|                          | SLP                      | 82 459  | 35,31 | 4,3           | 3 | 5             | 3 | 6  | 2             |  |  |  |  |  |
|                          | SCP                      | 14 870  | 6,37  | 2,1           | 0 | en stagnation | 1 | 1  | en stagnation |  |  |  |  |  |
|                          | SSCUP                    | 5 793   | 2,48  | en stagnation | 0 | en stagnation | 0 | 0  | en stagnation |  |  |  |  |  |
|                          | SGP                      | 5 634   | 2,41  | 0,1           | 0 | en stagnation | 0 | 0  | en stagnation |  |  |  |  |  |
|                          | SLD                      | 3 318   | 1,42  | 3,8           | 0 | en stagnation | 0 | 0  | 1             |  |  |  |  |  |
|                          | SCHP                     | 3 173   | 1,36  | 0,6           | 0 | en stagnation | 0 | 0  | en stagnation |  |  |  |  |  |
|                          | SLP                      | 2 483   | 1,06  | 0,3           | 0 | en stagnation | 0 | 0  | en stagnation |  |  |  |  |  |
|                          | Autres                   | 7 569   | 3,24  | -             | 0 | -             | 0 | 0  | -             |  |  |  |  |  |
|                          |                          |         |       |               |   |               |   |    |               |  |  |  |  |  |
| Total                    | Total                    | 233 560 | 100   | -             | 9 | en stagnation | 7 | 16 | en stagnation |  |  |  |  |  |
| Abstentions              | Abstentions              | 252 703 | 51,97 |               |   |               |   |    |               |  |  |  |  |  |
| Inscrits / participation | Inscrits / participation | 486 263 | 48,03 |               |   |               |   |    |               |  |  |  |  |  |

| Circonscription                   | Député sortant | Député sortant   | Député élu | Député élu         |
| --------------------------------- | -------------- | ---------------- | ---------- | ------------------ |
| Airdrie and Shotts                |                | Karen Whitefield |            | Alex Neil          |
| Coatbridge and Chryston           |                | Elaine Smith     |            | Elaine Smith       |
| Cumbernauld and Kilsyth           |                | Cathie Craigie   |            | Jamie Hepburn      |
| East Kilbride                     |                | Andy Kerr        |            | Linda Fabiani      |
| Falkirk East                      |                | Cathy Peattie    |            | Angus MacDonald    |
| Falkirk West                      |                | Michael Matheson |            | Michael Matheson   |
| Hamilton, Larkhall and Stonehouse |                | Tom McCabe       |            | Christina McKelvie |
| Motherwell and Wishaw             |                | Jack McConnell   |            | John Pentland      |
| Uddingston and Bellshill          |                | Michael McMahon  |            | Michael McMahon    |

### Glasgow
|                          | SNP                      | 83 109  | 39,82 | 12,8          | 5 | 4             | 2 | 7  | 2             |  |  |  |  |  |
|                          | SLP                      | 73 031  | 34,99 | 3,2           | 4 | 5             | 3 | 7  | 2             |  |  |  |  |  |
|                          | SCP                      | 12 749  | 6,11  | 0,6           | 0 | en stagnation | 1 | 1  | en stagnation |  |  |  |  |  |
|                          | SGP                      | 12 454  | 5,97  | 0,8           | 0 | en stagnation | 1 | 1  | en stagnation |  |  |  |  |  |
|                          | Respect                  | 6 972   | 3,34  | Nv.           | 0 | en stagnation | 0 | 0  | en stagnation |  |  |  |  |  |
|                          | SLD                      | 5 312   | 2,55  | 4,7           | 0 | en stagnation | 0 | 0  | 1             |  |  |  |  |  |
|                          | SSCUP                    | 3 750   | 1,80  | en stagnation | 0 | en stagnation | 0 | 0  | en stagnation |  |  |  |  |  |
|                          | BNP                      | 2 424   | 1,16  | 0,7           | 0 | en stagnation | 0 | 0  | en stagnation |  |  |  |  |  |
|                          | SLP                      | 2 276   | 1,09  | 0,2           | 0 | en stagnation | 0 | 0  | en stagnation |  |  |  |  |  |
|                          | Autres                   | 6 635   | 3,18  | -             | 0 | -             | 0 | 0  | -             |  |  |  |  |  |
|                          |                          |         |       |               |   |               |   |    |               |  |  |  |  |  |
| Total                    | Total                    | 208 712 | 100   | -             | 9 | 1             | 7 | 16 | 1             |  |  |  |  |  |
| Abstentions              | Abstentions              | 303 282 | 40,76 |               |   |               |   |    |               |  |  |  |  |  |
| Inscrits / participation | Inscrits / participation | 511 994 | 59,24 |               |   |               |   |    |               |  |  |  |  |  |

| Circonscription                 | Député sortant | Député sortant    | Député élu | Député élu        |
| ------------------------------- | -------------- | ----------------- | ---------- | ----------------- |
| Glasgow Anniesland              |                | Bill Butler       |            | Bill Kidd         |
| Glasgow Cathcart                |                | Charlie Gordon    |            | James Dornan      |
| Glasgow Kelvin                  |                | Pauline McNeill   |            | Sandra White      |
| Glasgow Maryhill and Springburn |                | Patricia Ferguson |            | Patricia Ferguson |
| Glasgow Pollok                  |                | Johann Lamont     |            | Johann Lamont     |
| Glasgow Provan                  |                | Margaret Curran   |            | Paul Martin       |
| Glasgow Shettleston             |                | Frank McAveety    |            | John Mason        |
| Glasgow Southside               |                | Nicola Sturgeon   |            | Nicola Sturgeon   |
| Rutherglen                      |                | James Kelly       |            | James Kelly       |

### Highlands et les Îles (Highlands and Islands)
|                          | SNP                      | 85 082  | 47,53 | 13,1 | 6 | 2             | 3 | 9  | 3             |  |  |  |  |  |
|                          | SLP                      | 25 884  | 14,46 | 3,2  | 0 | en stagnation | 2 | 2  | 1             |  |  |  |  |  |
|                          | SLD                      | 21 729  | 12,14 | 7,8  | 2 | 2             | 0 | 2  | 2             |  |  |  |  |  |
|                          | SCP                      | 20 843  | 11,64 | 1,0  | 0 | en stagnation | 2 | 2  | en stagnation |  |  |  |  |  |
|                          | SGP                      | 9 076   | 5,07  | 0,5  | 0 | en stagnation | 0 | 0  | en stagnation |  |  |  |  |  |
|                          | SCHP                     | 3 541   | 1,98  | 1,4  | 0 | en stagnation | 0 | 0  | en stagnation |  |  |  |  |  |
|                          | UKIP                     | 3 372   | 1,88  | 1,2  | 0 | en stagnation | 0 | 0  | en stagnation |  |  |  |  |  |
|                          | SSCUP                    | 2 770   | 1,55  | 0,6  | 0 | en stagnation | 0 | 0  | en stagnation |  |  |  |  |  |
|                          | Autres                   | 6 713   | 3,75  | -    | 0 | -             | 0 | 0  | -             |  |  |  |  |  |
|                          |                          |         |       |      |   |               |   |    |               |  |  |  |  |  |
| Total                    | Total                    | 179 019 | 100   | -    | 8 | en stagnation | 7 | 16 | en stagnation |  |  |  |  |  |
| Abstentions              | Abstentions              | 156 197 | 46,60 |      |   |               |   |    |               |  |  |  |  |  |
| Inscrits / participation | Inscrits / participation | 335 216 | 53,40 |      |   |               |   |    |               |  |  |  |  |  |

| Circonscription                | Député sortant | Député sortant      | Député élu | Député élu       |
| ------------------------------ | -------------- | ------------------- | ---------- | ---------------- |
| Argyll and Bute                |                | Jim Mather          |            | Michael Russell  |
| Caithness, Sutherland and Ross |                | Jamie Stone         |            | Rob Gibson       |
| Inverness and Nairn            |                | Fergus Ewing        |            | Fergus Ewing     |
| Moray                          |                | Richard Lochhead    |            | Richard Lochhead |
| Na h-Eileanan an Iar           |                | Alasdair Allan      |            | Alasdair Allan   |
| Orkney                         |                | Liam McArthur       |            | Liam McArthur    |
| Shetland                       |                | Tavish Scott        |            | Tavish Scott     |
| Skye, Lochaber and Badenoch    |                | John Farquhar Munro |            | Dave Thompson    |

### Lothian
|                          | SNP                      | 110 953 | 39,18 | 12,7 | 8 | 6             | 0 | 8  | 3             |  |  |  |  |  |
|                          | SLP                      | 70 544  | 24,91 | 1,4  | 1 | 3             | 3 | 4  | 1             |  |  |  |  |  |
|                          | SCP                      | 33 019  | 11,66 | 1,4  | 0 | 1             | 2 | 2  | en stagnation |  |  |  |  |  |
|                          | SGP                      | 21 505  | 7,59  | 0,6  | 0 | en stagnation | 1 | 1  | en stagnation |  |  |  |  |  |
|                          | Ind.                     | 18 732  | 6,61  | 0,1  | 0 | en stagnation | 1 | 1  | en stagnation |  |  |  |  |  |
|                          | SLD                      | 15 588  | 5,50  | 7,2  | 0 | 2             | 0 | 0  | 2             |  |  |  |  |  |
|                          | SSCUP                    | 3 218   | 1,14  | 0,3  | 0 | en stagnation | 0 | 0  | en stagnation |  |  |  |  |  |
|                          | Autres                   | 9 644   | 3,41  | -    | 0 | -             | 0 | 0  | -             |  |  |  |  |  |
|                          |                          |         |       |      |   |               |   |    |               |  |  |  |  |  |
| Total                    | Total                    | 283 203 | 100   | -    | 9 | en stagnation | 7 | 16 | en stagnation |  |  |  |  |  |
| Abstentions              | Abstentions              | 232 325 | 45,07 |      |   |               |   |    |               |  |  |  |  |  |
| Inscrits / participation | Inscrits / participation | 515 528 | 54,93 |      |   |               |   |    |               |  |  |  |  |  |

| Circonscription                  | Député sortant | Député sortant   | Député élu | Député élu       |
| -------------------------------- | -------------- | ---------------- | ---------- | ---------------- |
| Almond Valley                    |                | Angela Constance |            | Angela Constance |
| Edinburgh Central                |                | Sarah Boyack     |            | Marco Biagi      |
| Edinburgh Eastern                |                | Kenny MacAskill  |            | Kenny MacAskill  |
| Edinburgh Northern and Leith     |                | Malcolm Chisholm |            | Malcolm Chisholm |
| Edinburgh Pentlands              |                | David McLetchie  |            | Gordon MacDonald |
| Edinburgh Southern               |                | Mike Pringle     |            | Jim Eadie        |
| Edinburgh Western                |                | Margaret Smith   |            | Colin Keir       |
| Linlithgow                       |                | Mary Mulligan    |            | Fiona Hyslop     |
| Midlothian North and Musselburgh |                | Rhona Brankin    |            | Colin Beattie    |

### Écosse du milieu et Fife (Mid Scotland and Fife)
|                          | SNP                      | 116 691 | 45,20 | 12,2 | 8 | 3             | 1 | 9  | 3             |  |  |  |  |  |
|                          | SLP                      | 64 623  | 25,03 | 1,3  | 1 | 1             | 3 | 4  | 1             |  |  |  |  |  |
|                          | SCP                      | 36 458  | 14,12 | 2,1  | 0 | en stagnation | 2 | 2  | 1             |  |  |  |  |  |
|                          | SLD                      | 15 103  | 5,85  | 7,3  | 0 | 2             | 1 | 1  | 1             |  |  |  |  |  |
|                          | SGP                      | 10 914  | 4,23  | 0,4  | 0 | en stagnation | 0 | 0  | en stagnation |  |  |  |  |  |
|                          | SSCUP                    | 4 113   | 1,59  | 0,4  | 0 | en stagnation | 0 | 0  | en stagnation |  |  |  |  |  |
|                          | UKIP                     | 2 838   | 1,10  | 0,5  | 0 | en stagnation | 0 | 0  | en stagnation |  |  |  |  |  |
|                          | Autres                   | 7 423   | 2,88  | -    | 0 | -             | 0 | 0  | -             |  |  |  |  |  |
|                          |                          |         |       |      |   |               |   |    |               |  |  |  |  |  |
| Total                    | Total                    | 258 163 | 100   | -    | 9 | en stagnation | 7 | 16 | en stagnation |  |  |  |  |  |
| Abstentions              | Abstentions              | 237 343 | 47,90 |      |   |               |   |    |               |  |  |  |  |  |
| Inscrits / participation | Inscrits / participation | 495 506 | 52,10 |      |   |               |   |    |               |  |  |  |  |  |

| Circonscription                    | Député sortant | Député sortant      | Député élu | Député élu          |
| ---------------------------------- | -------------- | ------------------- | ---------- | ------------------- |
| Clackmannanshire and Dunblane      |                | Keith Brown         |            | Keith Brown         |
| Cowdenbeath                        |                | Helen Eadie         |            | Helen Eadie         |
| Dunfermline                        |                | Jim Tolson          |            | Bill Walker         |
| Kirkcaldy                          |                | Marilyn Livingstone |            | David Torrance      |
| Mid Fife and Glenrothes            |                | Tricia Marwick      |            | Tricia Marwick      |
| North East Fife                    |                | Iain Smith          |            | Roderick Campbell   |
| Perthshire North                   |                | John Swinney        |            | John Swinney        |
| Perthshire South and Kinross-shire |                | Roseanna Cunningham |            | Roseanna Cunningham |
| Stirling                           |                | Bruce Crawford      |            | Bruce Crawford      |

### Écosse du Nord-Est (North East Scotland)
|                          | SNP                      | 140 749 | 52,71 | 12,2 | 10 | 3             | 1 | 11 | 3             |  |  |  |  |  |
|                          | SLP                      | 43 893  | 16,44 | 3,6  | 0  | 1             | 3 | 3  | en stagnation |  |  |  |  |  |
|                          | SCP                      | 37 681  | 14,11 | 0,4  | 0  | en stagnation | 2 | 2  | en stagnation |  |  |  |  |  |
|                          | SLD                      | 18 178  | 6,81  | 8,9  | 0  | 2             | 1 | 1  | 2             |  |  |  |  |  |
|                          | SGP                      | 10 407  | 3,90  | 0,8  | 0  | en stagnation | 0 | 0  | en stagnation |  |  |  |  |  |
|                          | SSCUP                    | 4 420   | 1,66  | 0,2  | 0  | en stagnation | 0 | 0  | en stagnation |  |  |  |  |  |
|                          | Autres                   | 11 717  | 4,39  | -    | 0  | -             | 0 | 0  | -             |  |  |  |  |  |
|                          |                          |         |       |      |    |               |   |    |               |  |  |  |  |  |
| Total                    | Total                    | 267 045 | 100   | -    | 10 | 1             | 7 | 17 | 1             |  |  |  |  |  |
| Abstentions              | Abstentions              | 281 193 | 51,29 |      |    |               |   |    |               |  |  |  |  |  |
| Inscrits / participation | Inscrits / participation | 548 238 | 48,71 |      |    |               |   |    |               |  |  |  |  |  |

| Circonscription                     | Député sortant | Député sortant    | Député élu | Député élu        |
| ----------------------------------- | -------------- | ----------------- | ---------- | ----------------- |
| Aberdeen Central                    |                | Lewis Macdonald   |            | Kevin Stewart     |
| Aberdeen Donside                    |                | Brian Adam        |            | Brian Adam        |
| Aberdeen South and North Kincardine |                | Nicol Stephen     |            | Maureen Watt      |
| Aberdeenshire East                  |                | Alex Salmond      |            | Alex Salmond      |
| Aberdeenshire West                  |                | Mike Rumbles      |            | Dennis Robertson  |
| Angus North and Mearns              |                | Andrew Welsh      |            | Nigel Don         |
| Angus South                         |                | Andrew Welsh      | Graeme Dey |                   |
| Banffshire and Buchan Coast         |                | Stewart Stevenson |            | Stewart Stevenson |
| Dundee City East                    |                | Shona Robison     |            | Shona Robison     |
| Dundee City West                    |                | Joe Fitzpatrick   |            | Joe Fitzpatrick   |

### Écosse du Sud (South Scotland)
|                          | SNP                      | 114 270 | 40,96 | 13,2 | 4 | 4             | 4 | 8  | 3             |  |  |  |  |  |
|                          | SLP                      | 70 595  | 25,30 | 3,5  | 2 | 3             | 2 | 4  | 1             |  |  |  |  |  |
|                          | SCP                      | 54 352  | 19,48 | 3,1  | 3 | en stagnation | 0 | 3  | 1             |  |  |  |  |  |
|                          | SLD                      | 15 096  | 5,41  | 4,7  | 0 | 1             | 1 | 1  | 1             |  |  |  |  |  |
|                          | SGP                      | 8 656   | 3,10  | 0,2  | 0 | en stagnation | 0 | 0  | en stagnation |  |  |  |  |  |
|                          | SSCUP                    | 4 418   | 1,58  | 0,3  | 0 | en stagnation | 0 | 0  | en stagnation |  |  |  |  |  |
|                          | UKIP                     | 3 243   | 1,16  | 0,7  | 0 | en stagnation | 0 | 0  | en stagnation |  |  |  |  |  |
|                          | SLP                      | 2 906   | 1,04  | 0,4  | 0 | en stagnation | 0 | 0  | en stagnation |  |  |  |  |  |
|                          | Autres                   | 5 451   | 1,95  | -    | 0 | -             | 0 | 0  | -             |  |  |  |  |  |
|                          |                          |         |       |      |   |               |   |    |               |  |  |  |  |  |
| Total                    | Total                    | 278 987 | 100   | -    | 9 | en stagnation | 7 | 16 | en stagnation |  |  |  |  |  |
| Abstentions              | Abstentions              | 246 797 | 46,94 |      |   |               |   |    |               |  |  |  |  |  |
| Inscrits / participation | Inscrits / participation | 525 784 | 53,06 |      |   |               |   |    |               |  |  |  |  |  |

| Circonscription                            | Député sortant | Député sortant | Député élu | Député élu        |
| ------------------------------------------ | -------------- | -------------- | ---------- | ----------------- |
| Ayr                                        |                | John Scott     |            | John Scott        |
| Carrick, Cumnock and Doon Valley           |                | Cathy Jamieson |            | Adam Ingram       |
| Clydesdale                                 |                | Karen Gillon   |            | Aileen Campbell   |
| Dumfriesshire                              |                | Elaine Murray  |            | Elaine Murray     |
| East Lothian                               |                | Iain Gray      |            | Iain Gray         |
| Ettrick, Roxburgh and Berwickshire         |                | John Lamont    |            | John Lamont       |
| Galloway and West Dumfries                 |                | Alex Fergusson |            | Alex Fergusson    |
| Kilmarnock and Irvine Valley               |                | Willie Coffey  |            | Willie Coffey     |
| Midlothian South, Tweeddale and Lauderdale |                | Jeremy Purvis  |            | Christine Grahame |

### Écosse de l'Ouest (West Scotland)
|                          | SNP                      | 117 306 | 41,54 | 13,2          | 6  | 5             | 2 | 8  | 3             |  |  |  |  |  |
|                          | SLP                      | 92 530  | 32,77 | 1,4           | 4  | 4             | 3 | 7  | 1             |  |  |  |  |  |
|                          | SCP                      | 35 995  | 12,75 | 2,5           | 0  | en stagnation | 2 | 2  | en stagnation |  |  |  |  |  |
|                          | SLD                      | 9 148   | 3,24  | 5,2           | 0  | en stagnation | 0 | 0  | 1             |  |  |  |  |  |
|                          | SGP                      | 8 414   | 2,98  | en stagnation | 0  | en stagnation | 0 | 0  | en stagnation |  |  |  |  |  |
|                          | SSCUP                    | 4 771   | 1,69  | 0,3           | 0  | en stagnation | 0 | 0  | en stagnation |  |  |  |  |  |
|                          | SLP                      | 2 865   | 1,01  | 0,4           | 0  | en stagnation | 0 | 0  | en stagnation |  |  |  |  |  |
|                          | Autres                   | 11 342  | 4,02  | -             | 0  | -             | 0 | 0  | -             |  |  |  |  |  |
|                          |                          |         |       |               |    |               |   |    |               |  |  |  |  |  |
| Total                    | Total                    | 282 371 | 100   | -             | 10 | 1             | 7 | 17 | 1             |  |  |  |  |  |
| Abstentions              | Abstentions              | 249 726 | 46,93 |               |    |               |   |    |               |  |  |  |  |  |
| Inscrits / participation | Inscrits / participation | 532 097 | 53,07 |               |    |               |   |    |               |  |  |  |  |  |

| Circonscription             | Député sortant | Député sortant  | Député élu | Député élu       |
| --------------------------- | -------------- | --------------- | ---------- | ---------------- |
| Clydebank and Milngavie     |                | Des McNulty     |            | Gil Paterson     |
| Cunninghame North           |                | Kenneth Gibson  |            | Kenneth Gibson   |
| Cunninghame South           |                | Irene Oldfather |            | Margaret Burgess |
| Dumbarton                   |                | Jackie Baillie  |            | Jackie Baillie   |
| Eastwood                    |                | Ken Macintosh   |            | Ken Macintosh    |
| Greenock and Inverclyde     |                | Duncan McNeil   |            | Duncan McNeil    |
| Paisley                     |                | Wendy Alexander |            | George Adam      |
| Renfrewshire North and West |                | Trish Godman    |            | Derek MacKay     |
| Renfrewshire South          |                | Hugh Henry      |            | Hugh Henry       |
| Strathkelvin and Bearsden   |                | David Whitton   |            | Fiona McLeod     |